# Półkownik

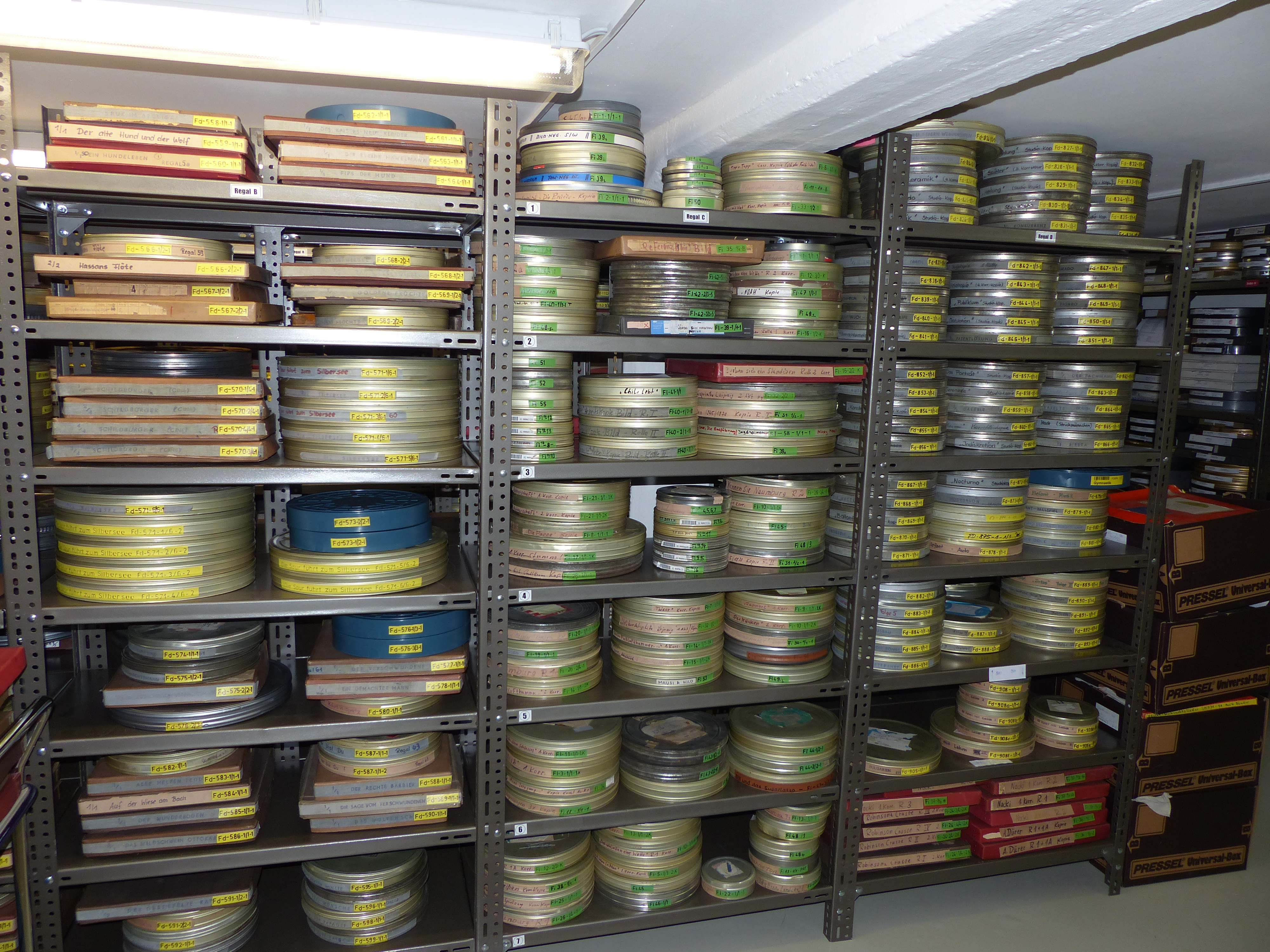
Taśmy filmowe na półkach magazynowych

Półkownik – film, którego rozpowszechnianie w PRL-u zostało uniemożliwione przez cenzurę prewencyjną w Polsce Ludowej w okresie komunizmu. Nazwa jest satyrycznym neologizmem i pochodzi od sposobu przechowywania na półkach magazynowych rolek z taśmami filmowymi. Określenie to dotyczy zarówno filmów fabularnych jak i dokumentalnych.

## Historia
Niedopuszczanie do rozpowszechniania filmów z kręgu kina niezależnego było częścią działań cenzury w PRL-u.
Za pierwszego półkownika w PRL-u uznaje się krótki film fabularny Antoniego Bohdziewicza z 1945 roku pt. 2 X 2 = 4 (33 minuty), który nigdy nie wszedł na ekrany (współcześnie udostępniany jest podczas przeglądów filmowych). Drugim wstrzymanym filmem była produkcja Leonarda Buczkowskiego W chłopskie ręce (1946) (29 min).
W 1975 roku w zaleceniach dla cenzorów Główny Urząd Kontroli Prasy, Publikacji i Widowisk zakazał publikowania jakichkolwiek informacji na temat wstrzymanych filmów. Tomasz Strzyżewski w swojej książce o cenzurze w PRL cytuje oficjalny tajny dokument urzędu kontroli podając zakres ingerencji cenzorskich wraz z listą zakazanych filmów: „Nie należy zwalniać żadnych materiałów (informacji, omówień, recenzji, reportaży, postulatów wprowadzenia na nasze ekrany itp.)” .

## Lista wstrzymanych filmów w PRL
Przykłady polskich pełnometrażowych filmów fabularnych, których dystrybucję wstrzymała cenzura komunistyczna to:
- Dwie godziny – Stanisława Wohla i Józefa Wyszomirskiego (1946, 11 lat na półce);
- Ślepy tor z Ireną Eichlerówną w roli Żydówki, która po uwolnieniu z obozu koncentracyjnego szuka córki (tytuł drugiej wersji filmu Powrót i pod taką wersją w zasobach Filmoteki Narodowej) – Bořivoj Zeman (1947-1948, 44 lata na półce – premiera w telewizji 30 kwietnia 1991; z drugiej wersji filmu, o tytule Powrót, usunięto z czołówki personalia reżysera). Mimo zmian cenzorskich (nowy tytuł bliższy "optymistycznej" estetyki socrealizmu oraz wycięcie nazwiska reżysera-Czecha z czołówki) film (zapowiadany już wówczas w Polskiej Kronice Filmowej) nie trafił do kin, lecz na półkę;
- Ósmy dzień tygodnia – Aleksandra Forda (1958, 25 lat na półce)[3];
- Życie raz jeszcze – Janusza Morgensterna (1964, ponad 20 lat na półce)[4];
- Ręce do góry – Jerzego Skolimowskiego (1967, 18 lat)[2] ,
- Długa noc – Janusza Nasfetera (1967, 22 lata)[2] ;
- Meta – Antoniego Krauzego (1971, 9 lat);
- Diabeł – Andrzeja Żuławskiego (1972, 16 lat)[2] ;
- Kwiat paproci – Jacka Butrymowicza (1972, 37 lat)[5];
- Przeprowadzka – Jerzego Gruzy (1972, 10 lat)[2] ;
- Przyjęcie na dziesięć osób plus trzy – Jerzego Gruzy (1973, 15 lat)[3];
- Zasieki – Andrzeja Piotrowskiego (1973, 10 lat) – ekranizacja opowiadania Janusza Przymanowskiego;
- Historia pewnej miłości – Wojciecha Wiszniewskiego (1974, 8 lat);
- Spokój – Krzysztofa Kieślowskiego (1976, 5 lat);
- Indeks. Życie i twórczość Józefa M. – Janusza Kijowskiego (1977, 4 lata);
- Przypadek – Krzysztofa Kieślowskiego (1981, 6 lat);
- Był jazz – Feliksa Falka (1981, 3 lata);
- Kobieta samotna – Agnieszki Holland (1981, 8 lat);
- Wolny strzelec – Wiesława Saniewskiego (1981, 6 lat);
- Dreszcze – Wojciecha Marczewskiego (1981, 3 lata)[6];
- Gry i zabawy – Tadeusza Junaka (1982; 27 lat);
- Matka Królów – Janusza Zaorskiego (1982, 5 lat);
- Noc poślubna w biały dzień – Jerzego Gruzy (1982, 14 lat);
- Przesłuchanie – Ryszarda Bugajskiego (1982, 7 lat);
- Wielki bieg – Jerzego Domaradzkiego (1982, 5 lat);
- Wigilia ’81 – Leszka Wosiewicza (1982, 7 lat);
- Wierna rzeka – Tadeusza Chmielewskiego (1983, 4 lata);
- Niedzielne igraszki – Roberta Glińskiego (1983, 5 lat);
- Stan wewnętrzny – Krzysztofa Tchórzewskiego (1983, 6 lat);
- Nadzór – Wiesława Saniewskiego (1983, 2 lata).

Inaczej było z filmem Robinson warszawski Jerzego Zarzyckiego z 1950 roku, do którego scenariusz na podstawie wspomnień bohatera napisali Jerzy Andrzejewski, Czesław Miłosz (który jednak w wyniku ingerencji cenzury wycofał się) i Jerzy Zarzycki. Bohaterem był polski pianista pochodzenia żydowskiego Władysław Szpilman, który przetrwał w mieście ukrywając się po Powstaniu Warszawskim. Stalinowska cenzura komunistyczna wprowadziła zmiany w powstającym filmie, by w imię estetyki socrealizmu akcentował historię z perspektywy zbiorowości, nie jednostki. Zmieniono tytuł na Miasto nieujarzmione (tę wersję filmu ma Filmoteka Narodowa) oraz muzykę z tej, którą skomponował Artur Malawski (miała być zbyt "formalistyczna"), na zamówioną u Romana Palestra. Po latach historię Szpilmana ukazał Roman Polański w filmie Pianista (2002).
Inaczej też było z filmem Andrzeja Żuławskiego Na srebrnym globie, którego realizację w 1977 przerwano (mocą decyzji Janusza Wilhelmiego, wiceministra kultury, dygnitarza PZPR), niszcząc równocześnie scenografię i kostiumy. Taśma spoczęła „na półce”. Reżyser dokończył realizację po 12 latach (pojawiając się w kadrach jako narrator i opisując ogniwa fabuły, których ekipa nie zdążyła pokazać) i wówczas dopiero film trafił do kin.
Pojęcie „półkowników” niekiedy spotyka się w polskich opracowaniach dotyczących zatrzymanych przez cenzurę filmów produkcji ZSRR (np. Agonia, Próba wierności, Komisarz), a także polskich filmów dokumentalnych (np. Requiem dla króla z filmowego cyklu Misteria – Adama Bujaka i Zbigniewa Święcha z 1973 roku).

## Filmy wstrzymane przez cenzurę po 1989
Po ustanowieniu w Polsce w 1989 roku rządów demokratycznych i zniesieniu cenzury, półkownikami nazywa się czasem filmy dokumentalne, które choć zostały wyprodukowane, nie trafiły do emisji telewizyjnej, czego przyczyną były naciski polityczne lub biznesowe. Najczęściej nie pozostają jednak na półkach, lecz są rozpowszechniane innymi drogami, np. przez internet – serwisy typu YouTube lub na płytach DVD/Blu-ray.
Przykłady półkowników po 1989 roku:
- Witajcie w życiu – Henryka Dederki (premiera w Polsce wstrzymana w wyniku procesów sądowych rozpoczętych przez Amway)
- Necrobusiness – Fredrika von Krusenstjerna i Richarda Solarza (premiera w Polsce wstrzymana na prośbę zakładu pogrzebowego H. Skrzydlewska[8])
- Biały dmuchawiec (2015, wyemitowany przez TVP po raz pierwszy w dniu 14 stycznia 2023[9][10]) – Agaty Dyczko (spektakl TV)[11] (niedopuszczony do emisji przez prezesa TVP Jacka Kurskiego)

## Banned film
Zjawisko przetrzymywania filmów w magazynach ze względu na ograniczenia cenzury nie dotyczyło tylko polskiej kinematografii. W dorobku filmu światowego obrazy takie określane są z języka angielskiego mianem "banned film" (film zakazany). Pierwszym słynnym "półkownikem" w kinematografii światowej był amerykański Purity z 1916 roku, który oprotestowano i wycofano z kin za skandaliczne okazywanie nagości i prowokacyjny tytuł.